# Neurogenia shennongjiaensis
Neurogenia shennongjiaensis är en stekelart som beskrevs av He 1985. Neurogenia shennongjiaensis ingår i släktet Neurogenia och familjen brokparasitsteklar. Inga underarter finns listade i Catalogue of Life.